# Мандакини (актриса)
Мандаки́ни (хинди मन्दाकिनी, англ. Mandakini, настоящее имя — Ясми́н Джо́зеф (англ. Yasmeen Joseph), род. 7 июля 1967, Мератх, Уттар-Прадеш, Индия) — индийская актриса

.

## Биография
Родилась 7 января (согласно другим источникам — 7 или 30 июля)  1969 года (согласно другим источникам — 1966 или 1967 года). Настоящее имя — Ясмин Джозеф. Её мать Кайна Мангу — индианка-мусульманка, отец Дженг Джозеф — англичанин-католик, родившийся в Индии. У Ясмин есть сестра и брат. В родном городе Мератхе (Мируте) окончила среднюю женскую школу и английский колледж, владеет английским языком и хинди. С детства мечтала стать актрисой.
В 1983 году приехала в Бомбей поступать в институт кинематографии. Участвовала в фотосессиях в качестве модели и победила на Всеиндийском конкурсе красоты, в результате чего была замечена кинематографистами. В 16-летнем возрасте в 1985 году дебютировала в главной роли в последней картине режиссёра Раджа Капура «Ганг, твои воды замутились»  (в советском и российском прокате;  дословно: «Боже, твоя Ганга осквернена!»). Радж Капур выбрал начинающую актрису среди многочисленных претенденток и дал ей псевдоним Мандакини. После триумфального успеха фильма Мандакини стала знаменитой. За роль в этом фильме Мандакини была номинирована на Filmfare Award за лучшую женскую роль.
В дальнейшем Мандакини снялась более чем в 40 кинофильмах в амплуа романтической героини, как в главных ролях, так и в эпизодах. В 1986 году Мандакини сыграла в фильме режиссёра Умеша Мехры «Сети любви», где появилась вместе со знаменитыми актёрами  Митхуном Чакраборти и Рекхой.  В 1987 году Мандакини снялась в паре с Чакраборти в ставшем популярном фильме «Танцуй, танцуй». Вместе они неоднократно снимались в паре, например, в фильмах: «Коммандос», «Жертва во имя любви», «Враг», «Блеск», «Три друга», «Одиночество», и др. Также одним из самых популярных фильмов с её участием стал фильм «Люби и верь», где Мандакини сыграла в паре со знаменитым актёром Говиндой, продемонстрировав хорошие способности комедийной актрисы.
С 1996 года Мандакини не снимается в фильмах. Однако она участвовала в эстрадных шоу, выпустила 2 альбома в качестве певицы: «No Vacancy» и «Shambala».
В  1990 году Мандакини вышла замуж за врача тибетской медицины Ринпоша Тхакура, последователя Далай-ламы. У них есть сын Хангукри (согласно другим источникам — сын и дочь). Проживает с семьёй в Мумбаи. Вместе с мужем они открыли школу йоги, где Мандакини ведёт класс йоги и медитации. В 2010 году в качестве продюсера и режиссёра вместе с мужем выпустила фильм «Потерянная страна / The Lost Country».

## Избранная фильмография
1. 1985 — Ганг, твои воды замутились / Ram Teri Ganga Maili  — Ганга
2. 1986 — Сети любви / Jaal — Мадху
3. 1986 — Богини / Mazloom — Мина
4. 1986 — Джива / Jeeva
5. 1986 — Огонь и пламя / Aag Aur Shola — Уша
6. 1987 — Танцуй, танцуй / Dance Dance — Джанита
7. 1987 — Люби и верь / Pyaar Karke Dekho — Урваши
8. 1987 — В поисках возмездия / Hawalaat
9. 1987 — Долг чести / Param Dharam  — Биджли
10. 1987 — Каждому своё / Apne Apne
11. 1988 — Коммандос / Commando  — Аша Мальхотра
12. 1988 — Жгучая страсть / Tezaab
13. 1988 — В пылающем огне / Agnee — Ауши
14. 1988 — Три друга / Jeete Hain Shaan Se
15. 1989 — Последняя игра / Aakhri Baazi
16. 1989 — Одиночество / Jung Baaz — Сангита
17. 1989 — Кровавый счёт / Hisaab Khoon Ka
18. 1989 — Враг родины / Desh Ke Dushman
19. 1989 — Битва / Ladaai
20. 1989 — Жертва во имя любви / Pyar Ke Naam Qurbaan — Гаури
21. 1990 — Блеск / Shandaar
22. 1990 — Враг / Dushman
23. 1990 — Змей / Sheshnaag
24. 1990 — Люби и верь / Naya Khoon
25. 1991 — / Pyar Ka Saudagar
26. 1991 — / Deshwasi
27. 1992 — Танцуй, Говинда, танцуй / Naach Govinda Naach
28. 1996 — / Zordaar

Всего в фильмографии Мандакини насчитывается свыше 40 фильмов.

## Интересные факты
- Мать Ясмин была индианкой, а отец — англичанином, поэтому её фамилия Джозеф.
- Псевдоним Мандакини актрисе дал Радж Капур на премьере своего последнего режиссёрского фильма «Ганг, твои воды замутились» по двум причинам: во-первых,  так звали самую первую индийскую киноактрису немого кино, дочь режиссёра Дадасахеба Фальке, во-вторых, Мандакини обозначает одно из названий священной реки Ганга (Ганг) (в Индии это название женского рода), которая, согласно представлениям верующих индуистов, течёт на земле и на небесах (см. Ганга в индуизме).